# Channing Tatum
Channing Matthew Tatum, född 26 april 1980 i Cullman i Alabama, är en amerikansk skådespelare, dansare och producent.

## Biografi

### Uppväxt
Tatum är född i den lilla staden Cullman, 80 km norr om Birmingham, Alabama. Under sin uppväxt var han full av energi, så hans föräldrar bestämde sig för att engagera honom i olika sporter som friidrott, baseball, amerikansk fotboll och fotboll för att hålla honom borta från problem. I nionde klass skickades han till en katolsk skola. Det var där han satsade på fotbollen. Sista året i high school fick han ett idrottsstipendium och rekryterades till ett college i West Virginia.

### Karriär
Tatum är också skicklig i Kung Fu och i Gor-Chor Kung Fu, kampsporter han har graderat i. Channing lämnade senare skolan och arbetade som bland annat byggnadsarbetare, strippa och säljare. Han har varit modell för Abercrombie & Fitch, Nautica, Gap, Aeropostale, Emporio Armani, och har varit med i TV-reklam för American Eagle Outfitters, Pepsi, och några mycket populära reklamfilmer för Mountain Dew. Tatum har dessutom tidigare medverkat i musikvideor som i Ricky Martins låt "She Bangs", där även hans ex-fru Jenna Dewan-Tatum medverkade.

### Privatliv
Tatum var gift med Jenna Dewan-Tatum sedan den 11 juli 2009 men de bestämde att gå skilda vägar i april 2018. Tillsammans har de en dotter född 2013. Filmen Magic Mike är baserad på Tatums erfarenheter som manlig strippa då han var i desperat behov av ett arbete som 18-åring. Tatum var senare medproducent till uppföljaren Magic Mike XXL.

## Filmografi

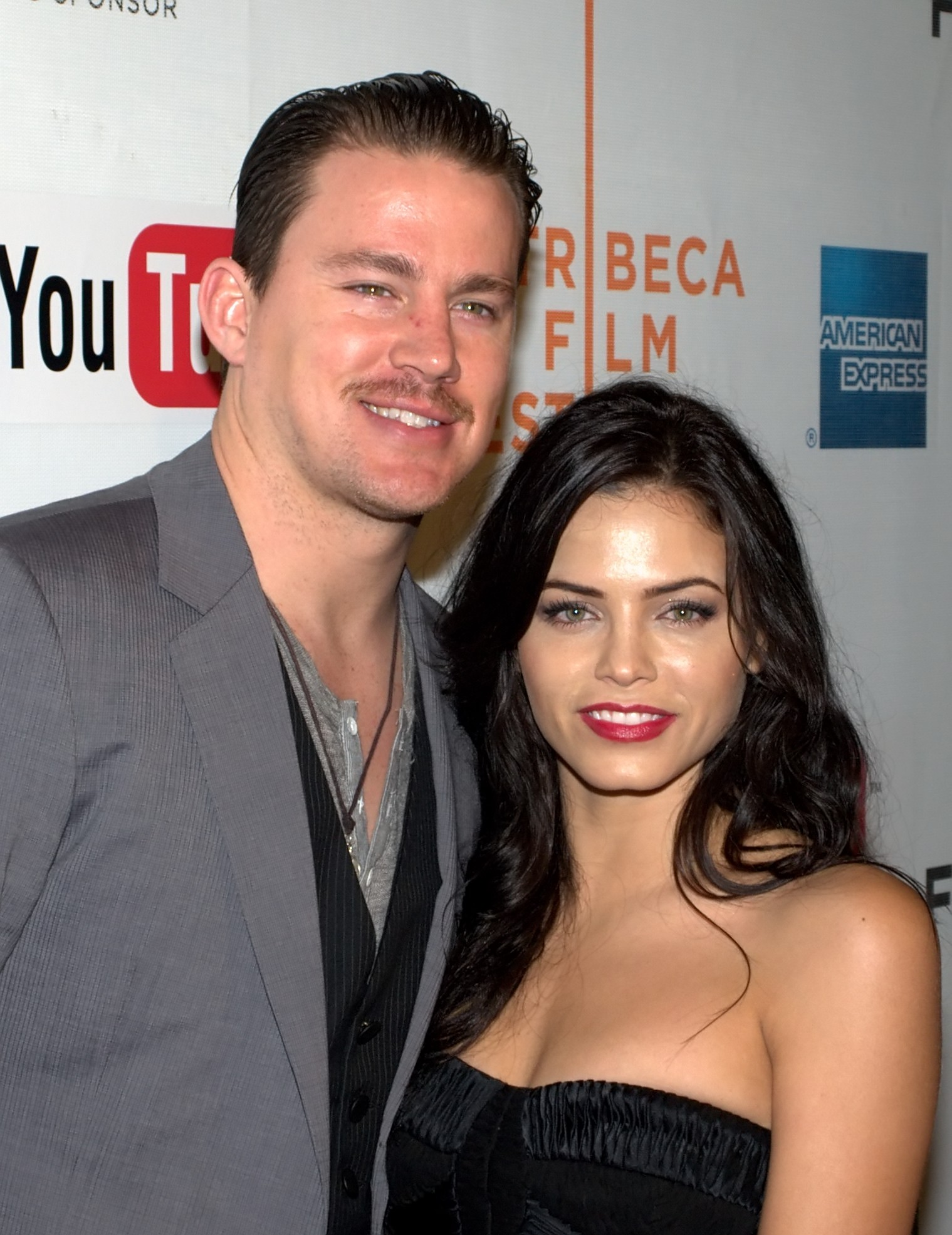
Tatum med sin ex-fru skådespelerskan Jenna Dewan 2010

### Filmer
| År   | Titel                              | Roll                      | Notering                                     |
| ---- | ---------------------------------- | ------------------------- | -------------------------------------------- |
| 2005 | Coach Carter                       | Jason Lyle                |                                              |
| 2005 | Kaos                               | Nick                      |                                              |
| 2005 | Supercross                         | Rowdy Sparks              |                                              |
| 2005 | Världarnas krig                    | Boy in church             | Okrediterad                                  |
| 2006 | She's the Man                      | Duke Orsino               |                                              |
| 2006 | Step Up                            | Tyler Gage                | Tillsammans med sin ex-fru Jenna Dewan-Tatum |
| 2006 | A Guide to Recognizing Your Saints | Ung Antonio               |                                              |
| 2007 | Battle in Seattle                  | Johnson                   |                                              |
| 2008 | Step Up 2: The Streets             | Tyler Gage                | Cameo                                        |
| 2008 | Stop-Loss                          | Steve Shriver             |                                              |
| 2009 | Fighting                           | Shawn MacArthur           |                                              |
| 2009 | Public Enemies                     | Pretty Boy Floyd          |                                              |
| 2009 | G.I. Joe: The Rise of Cobra        | Duke / Conrad Hauser      |                                              |
| 2010 | Dear John                          | John Tyree                |                                              |
| 2011 | The Dilemma                        | Zip                       |                                              |
| 2011 | The Son of No One                  | Jonathan "Milk" White     |                                              |
| 2011 | The Eagle                          | Marcus Flavius Aquila     |                                              |
| 2011 | 10 Years                           | Jake Bills                | Även producent                               |
| 2012 | Haywire                            | Aaron                     |                                              |
| 2012 | Älska mig igen                     | Leo Collins               |                                              |
| 2012 | 21 Jump Street                     | Greg Jenko / Brad McQuaid | Även exekutiv producent                      |
| 2012 | Magic Mike                         | Michael "Magic Mike" Lane | Även producent                               |
| 2013 | Side Effects                       | Martin Taylor             |                                              |
| 2013 | G.I. Joe: Retaliation              | Duke / Conrad Hauser      |                                              |
| 2013 | This Is the End                    | Sig själv                 | Cameo                                        |
| 2013 | White House Down                   | John Cale                 | Även exekutiv producent                      |
| 2013 | Don Jon                            | Hollywoodskådis           | Cameo                                        |
| 2014 | Lego filmen                        | Superman                  | Röst                                         |
| 2014 | Foxcatcher                         | Mark Schultz              |                                              |
| 2014 | 22 Jump Street                     | Greg Jenko                | Även producent                               |
| 2014 | The Book of Life                   | Joaquin                   | Röst                                         |
| 2014 | Jupiter Ascending                  | Caine                     |                                              |
| 2015 | Magic Mike XXL                     | Michael "Magic Mike" Lane | Även producent                               |
| 2015 | The Hateful Eight                  | Jody Domingre             |                                              |
| 2016 | Hail Caesar!                       | Burt Gurney               |                                              |
| 2017 | Kingsman: The Golden Circle        | Agent Tequila             |                                              |
| 2017 | The Lego Batman Movie              | Superman                  | Röst                                         |
| 2017 | Logan Lucky                        | Jimmy                     | Även producent                               |
| 2018 | Smallfoot                          | Migo                      | Röst                                         |
| 2019 | Lego-filmen 2                      | Superman                  | Röst                                         |
| 2021 | Free Guy                           | Revenjamin Buttons        | Cameo                                        |
| 2021 | America- The Motion Picture        | George Washington         | Röst, även producent                         |
| 2022 | Dog                                | Jackson Briggs            | Regissör, även producent                     |
| 2022 | The Lost City                      | Alan                      |                                              |
| 2022 | Bullet Train                       | Tågpassagerare            | Cameo                                        |
| 2023 | Magic Mike's Last Dance            | Michael "Magic Mike" Lane |                                              |
| 2024 | Fly Me to the Moon                 | Cole Davis                |                                              |
| 2024 | Deadpool & Wolverine               | Remy LeBeau / Gambit      |                                              |
| 2024 | Blink Twice                        | Slater King               | Även producent                               |
| 2025 | Atropia                            | The Actor                 | Cameo                                        |
| 2025 | Roofman                            | Jeffrey Manchester        |                                              |
| 2026 | Avengers: Doomsday                 | Remy LeBeau / Gambit      |                                              |

### TV
| År   | Titel               | Roll          | Notering                           |
| ---- | ------------------- | ------------- | ---------------------------------- |
| 2004 | CSI: Miami          | Bob Davenport | Avsnitt: "Pro Per"                 |
| 2012 | Saturday Night Live | Värd          | Avsnitt: "Channing Tatum/Bon Iver" |
| 2014 | The Simpsons        | Sig själv     | Röst Avsnitt: "Steal This Episode" |

### Producent
- 2018 – 6 Ballons
- 2024 – Spaceman

## Priser och nomineringar
| År   | Kategori                 | Pris                                                                            | Film                                          | Resultat  |
| ---- | ------------------------ | ------------------------------------------------------------------------------- | --------------------------------------------- | --------- |
| 2006 | Independent Spirit Award | Bästa manliga biroll                                                            | A Guide to Recognizing Your Saints            | Nominerad |
| 2006 | Sundance Film Festival   | Special Jury Prize, delad med A Guide to Recognizing Your Saints rollbesättning | A Guide to Recognizing Your Saints            | Vann      |
| 2008 | Teen Choice Award        | Choice filmskådespelare: Drama                                                  | Stop-Loss                                     | Vann      |
| 2008 | Teen Choice Award        | Choice film: Drama, delad med Step Up 2: The Streets rollbesättning             | Step Up 2: The Streets                        | Vann      |
| 2008 | Teen Choice Award        | Choice MySpacer                                                                 |                                               | Nominerad |
| 2009 | Teen Choice Award        | Choice filmskådespelare: Drama                                                  | Fighting                                      | Nominerad |
| 2010 | MTV Movie Award          | Bästa manliga prestation                                                        | Dear John                                     | Nominerad |
| 2010 | MTV Movie Award          | Bästa Ass Kicking-stjärna                                                       | G.I. Joe: The Rise of Cobra                   | Nominerad |
| 2010 | Teen Choice Award        | Choice filmskådespelare: Action                                                 | G.I. Joe: The Rise of Cobra                   | Vann      |
| 2010 | Teen Choice Award        | Choice filmskådespelare: Drama                                                  | Dear John                                     | Nominerad |
| 2010 | Teen Choice Award        | Choice filmkemi med Amanda Seyfried                                             | Dear John                                     | Nominerad |
| 2012 | MTV Movie Awards         | Bästa manliga prestation                                                        | Älska mig igen                                | Nominerad |
| 2012 | MTV Movie Awards         | Bästa kyss med Rachel McAdams                                                   | Älska mig igen                                | Nominerad |
| 2012 | MTV Movie Awards         | Bästa fight med Jonah Hill                                                      | 21 Jump Street                                | Nominerad |
| 2012 | MTV Movie Awards         | Bästa rollbesättning, delad med 21 Jump Streets rollbesättning                  | 21 Jump Street                                | Nominerad |
| 2012 | Teen Choice Awards       | Choice filmskådespelare: Drama                                                  | Älska mig igen                                | Nominerad |
| 2012 | Teen Choice Awards       | Choice filmskådespelare: Komedi                                                 | 21 Jump Street                                | Vann      |
| 2012 | Teen Choice Awards       | Choice filmkemi med Jonah Hill                                                  | 21 Jump Street                                | Nominerad |
| 2012 | Teen Choice Awards       | Choice Movie Liplock med Rachel McAdams                                         | Älska mig igen                                | Nominerad |
| 2012 | Teen Choice Awards       | Choice Movie Hissy Fit med Jonah Hill                                           | 21 Jump Street                                | Nominerad |
| 2012 | Teen Choice Awards       | Choice filmskådespelare: Romantik                                               | Älska mig igen                                | Nominerad |
| 2012 | People's Choice Awards   | Favorit Manliga skådespelare - Film                                             | Magic Mike, 21 Jump Street och Älska mig igen | Nominerad |
| 2012 | People's Choice Awards   | Favorit manliga skådespelare - Komedi                                           | 21 Jump Street                                | Nominerad |
| 2012 | People's Choice Awards   | Favorit manliga skådespelare - Drama                                            | Älska mig igen och Magic Mike                 | Nominerad |
| 2013 | MTV Movie Awards         | Bästa musikaliska segment                                                       | Magic Mike                                    | Nominerad |
| 2014 | MTV Movie Awards         | Bästa hjälte                                                                    | White House Down                              | Nominerad |